# (3959) Irwin
(3959) Irwin es un asteroide perteneciente al cinturón de asteroides, descubierto el 28 de octubre de 1954 por el equipo de la Universidad de Indiana desde el Observatorio Goethe Link, Brooklyn (Estados Unidos).

## Designación y nombre
Designado provisionalmente como 1954 UN2. Fue nombrado Irwin en honor al astrónomo estadounidense John B. Irwin.